# 新沢千塚古墳群
新沢千塚古墳群（にいざわせんづかこふんぐん）は、奈良県橿原市北越智町・川西町にある古墳群（群集墳）。国の史跡に指定され、126号墳出土品は国の重要文化財に指定されている。

## 概要

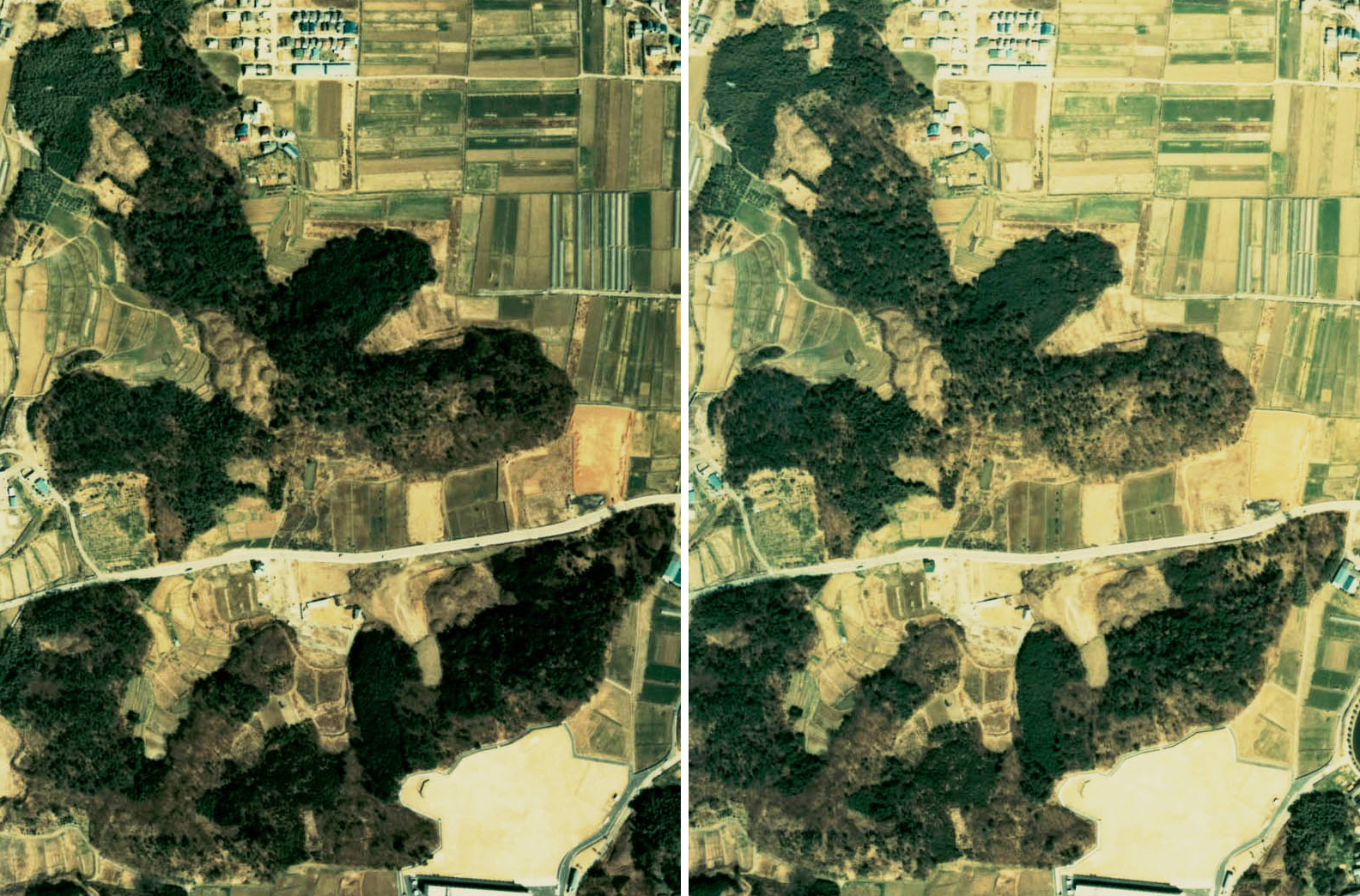
新沢千塚古墳群のステレオ空中写真（1974年）

奈良盆地の南部にある畝傍山の南方に広がる東西2キロメートル、南北約2キロメートル余りの丘陵（越智岡丘陵、標高約150メートル）に位置する、径約10〜15メートルの円墳など総数600基以上の一群の墳墓（群集墳）である。これらの墳墓は4世紀末から7世紀にかけて造営され、特に5世紀半ばから6世紀末まで盛んに作られた。「川西（かわにし）千塚」「鳥屋（とりや）千塚」とも呼ばれた。この古墳群の氏族ないし埋葬者は特定されていない。
発掘調査は1947年（昭和22年）に始まり、1962年（昭和37年）には本格的調査が実施された。このとき粘土槨を内部主体とする500号墳（前方後円墳）を含む23基の古墳が発掘された。500号墳では古墳時代前期に類する副葬品が検出され、その中には懸垂鏡といわれる珍しい銅鏡が含まれていた。その後史跡にも指定されている。
1960年代に同志社大学などにより調査が行われ、約130基が調査された。武具・馬具をはじめとして副葬品は豊富に出土したが、5世紀後半の126号墳からは金・銀・ガラス・ヒスイを用いた大量の装飾品が遺骨に装着したままの状態で出土し、また火熨斗（ひのし、炭を入れてアイロンとして使用した金属器）が日本で初めて出土したり、中国を経由せず西域から新羅経由でもたらされたと見られるローマンガラス製品が出土したりするなど、全国的に大きな話題となった。2014年（平成26年）には出土品のガラス皿について、化学組成がローマ帝国領内で出土したローマ・ガラスとほぼ一致することが東京理科大学の阿部善也らの蛍光X線分析で判明した。これは日本国内の古墳出土品のガラス器がローマ帝国伝来と裏付けられた初めての例である。
126号墳の出土品は東京国立博物館に所蔵されており、一括して国の重要文化財に指定されている。

## 公園整備

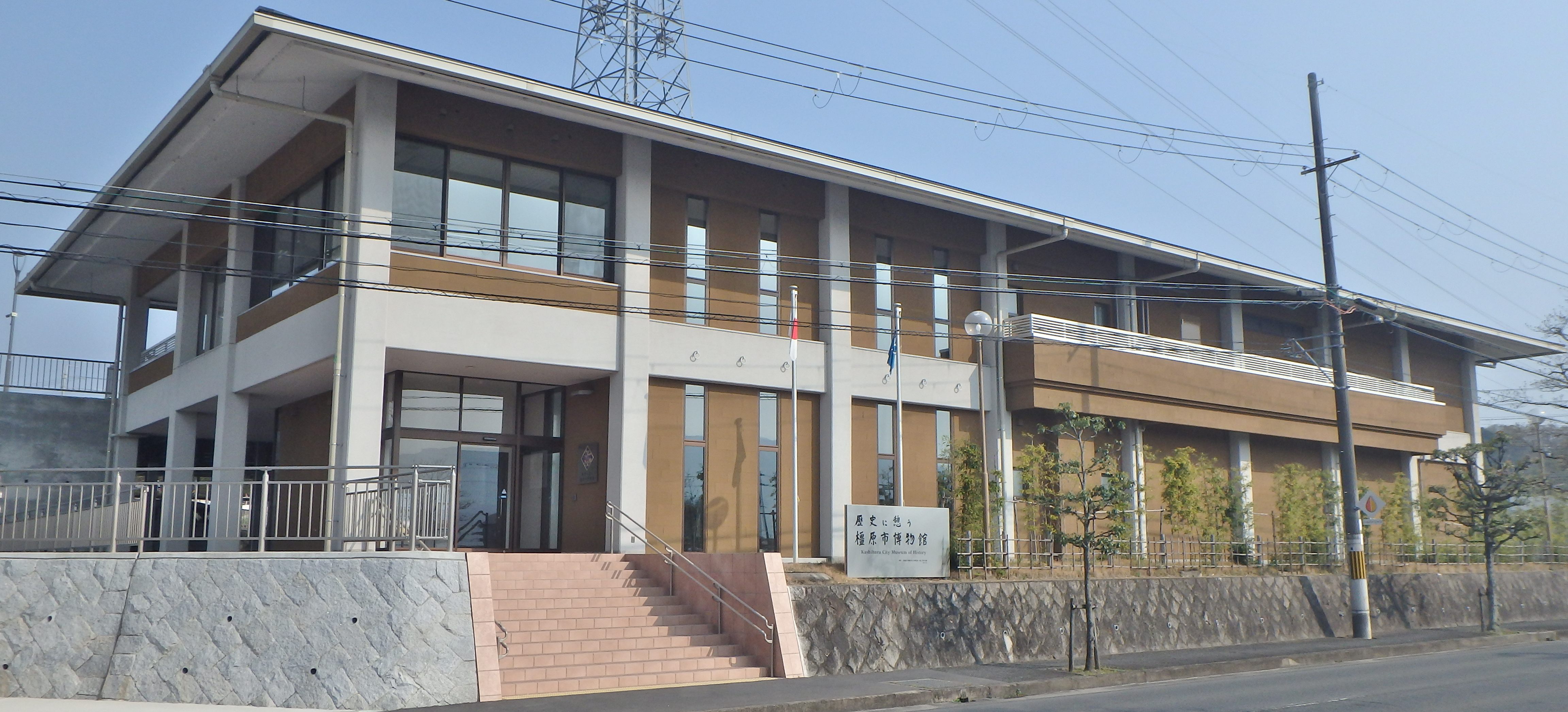
歴史に憩う橿原市博物館

2012年（平成24年）から「新沢千塚古墳群公園整備事業」が行われており2018年（平成30年）現在、進行中。北側の北群公園と南側の南群公園に分かれており、それぞれ園路や広場、展望台、遊具、ビオトープ、カフェなどが整備されている。

### 公園内施設
- 歴史に憩う橿原市博物館
- シルクの杜
- 新沢千塚ふれあいの里
- OTENKIテラス

## ギャラリー

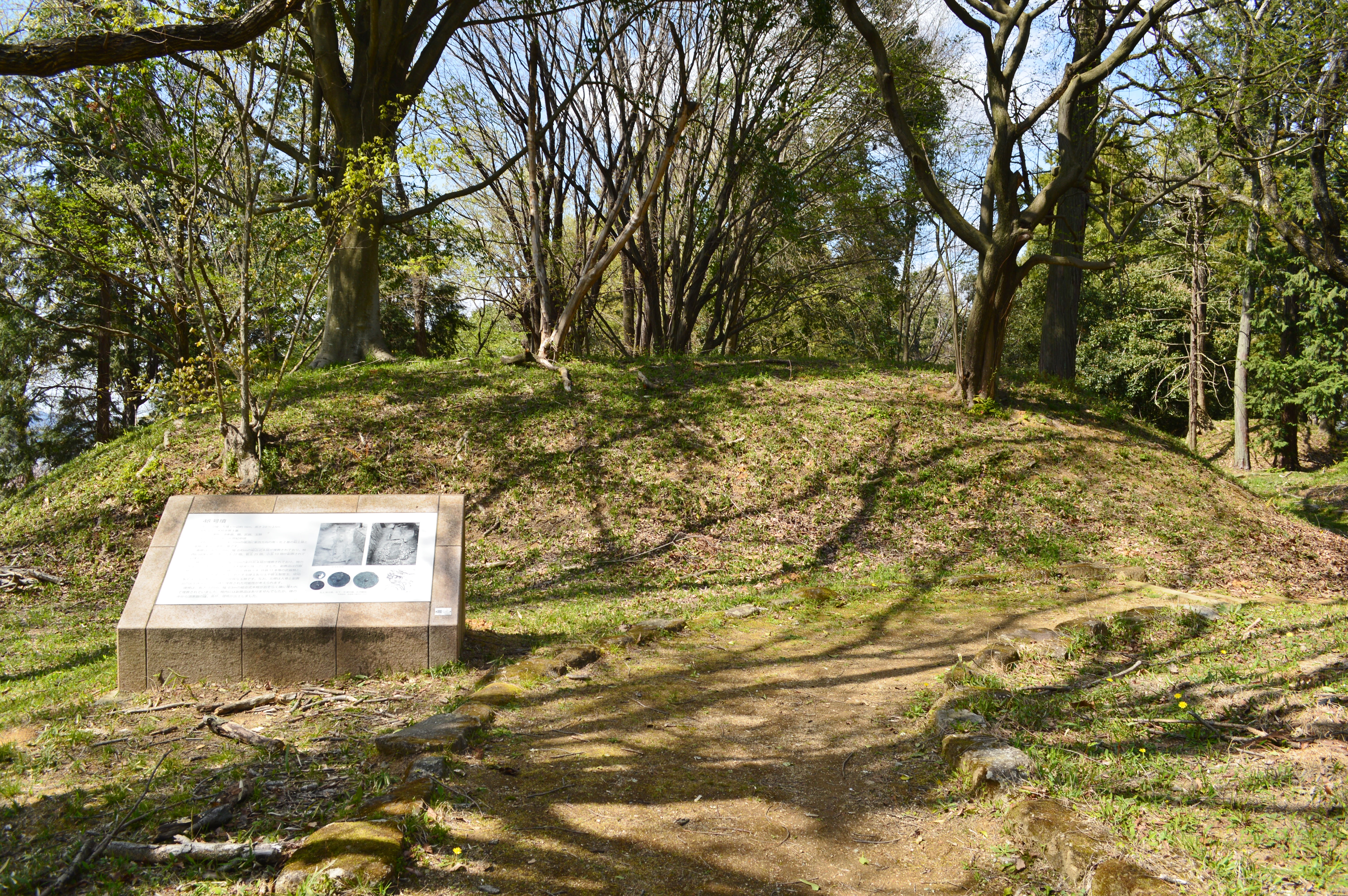
48号墳
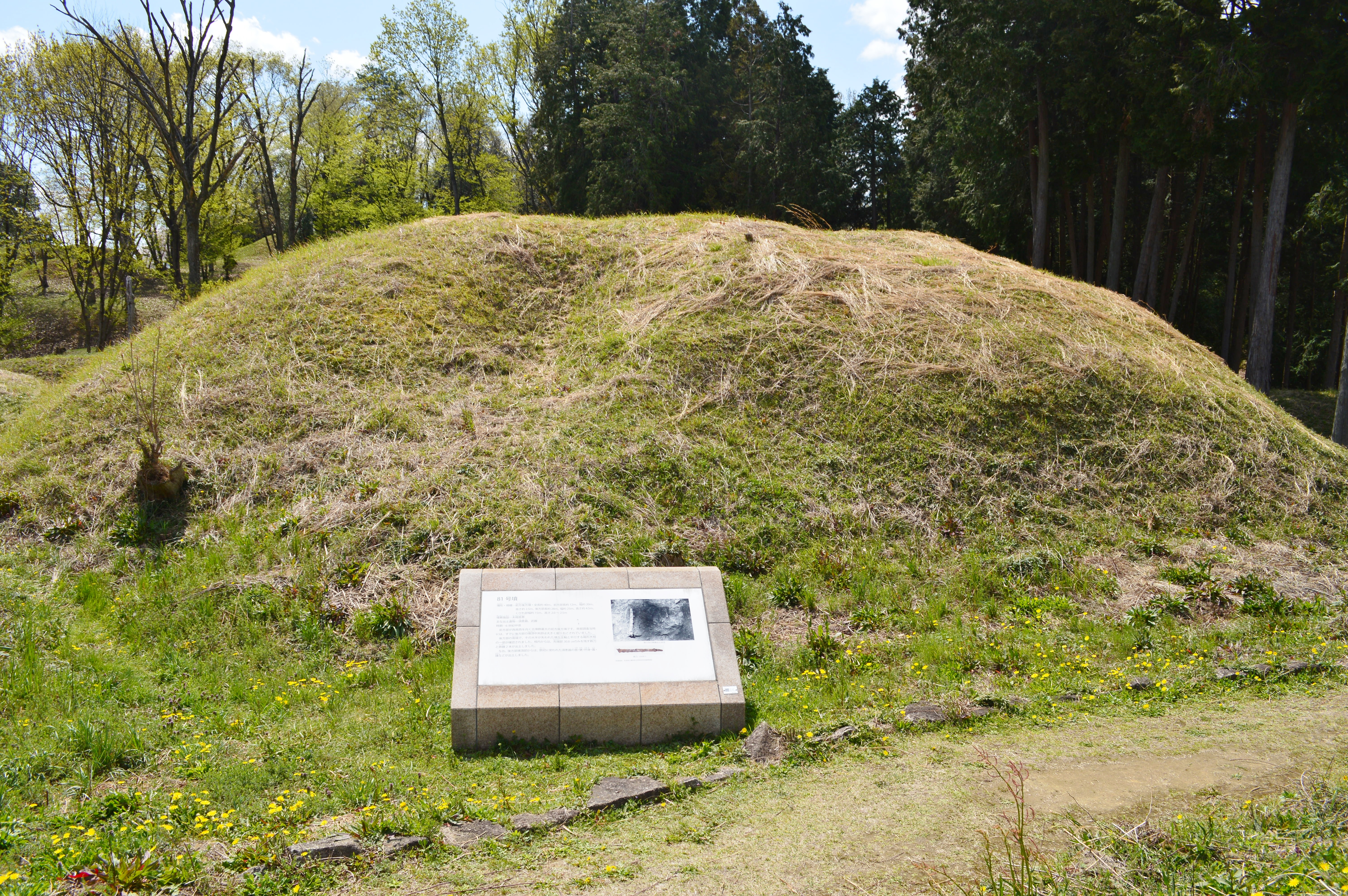
81号墳
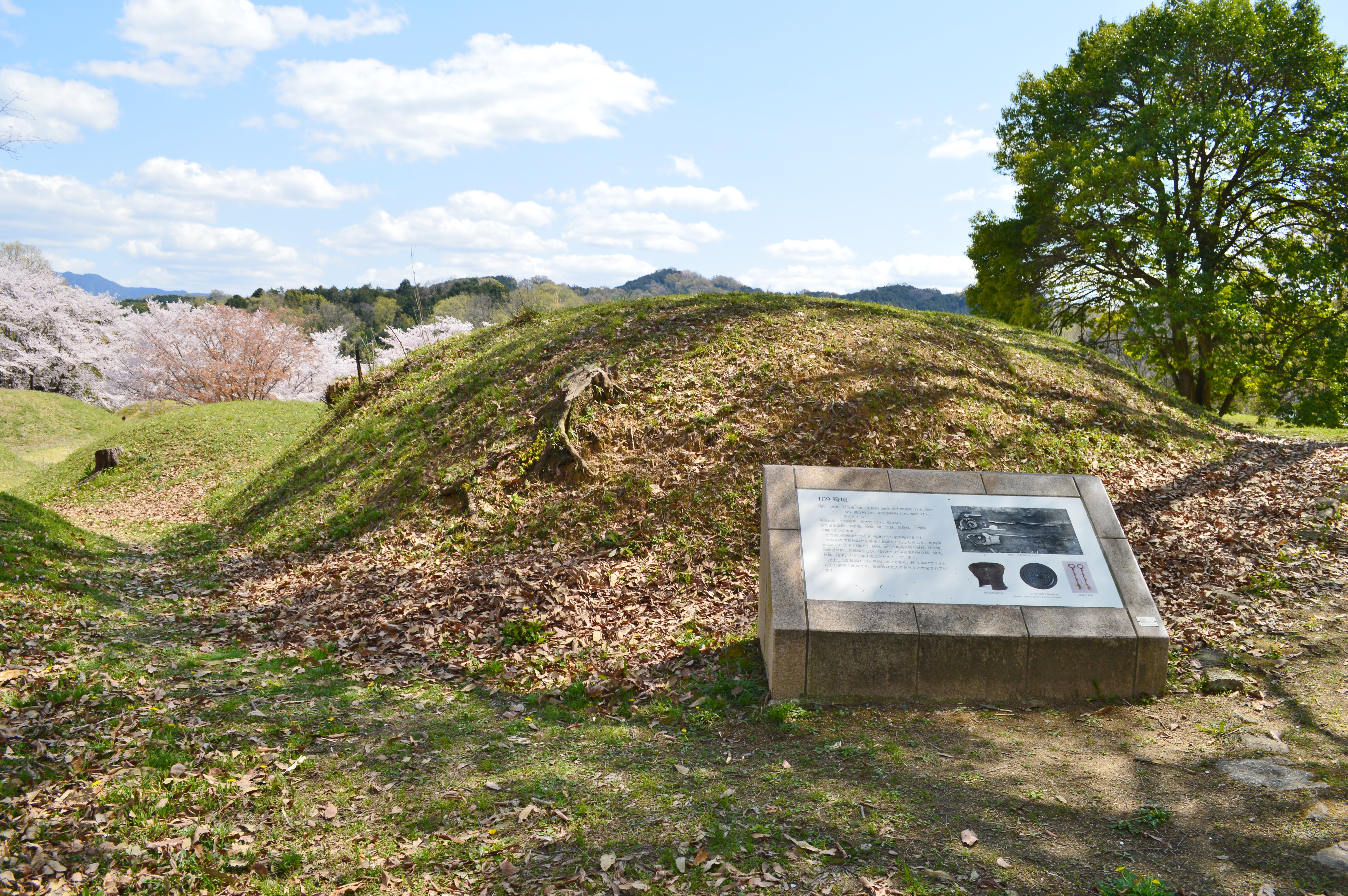
109号墳
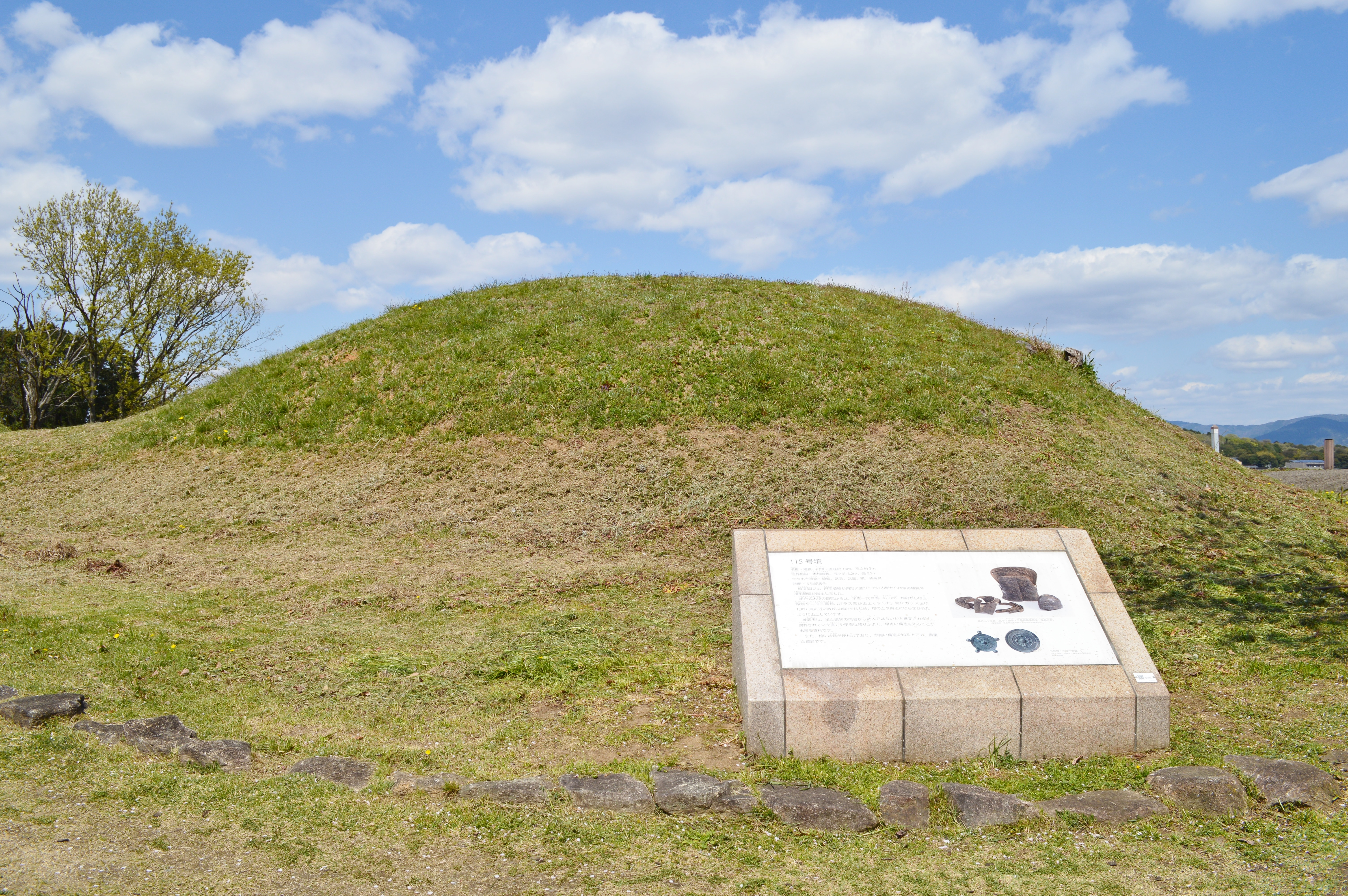
115号墳
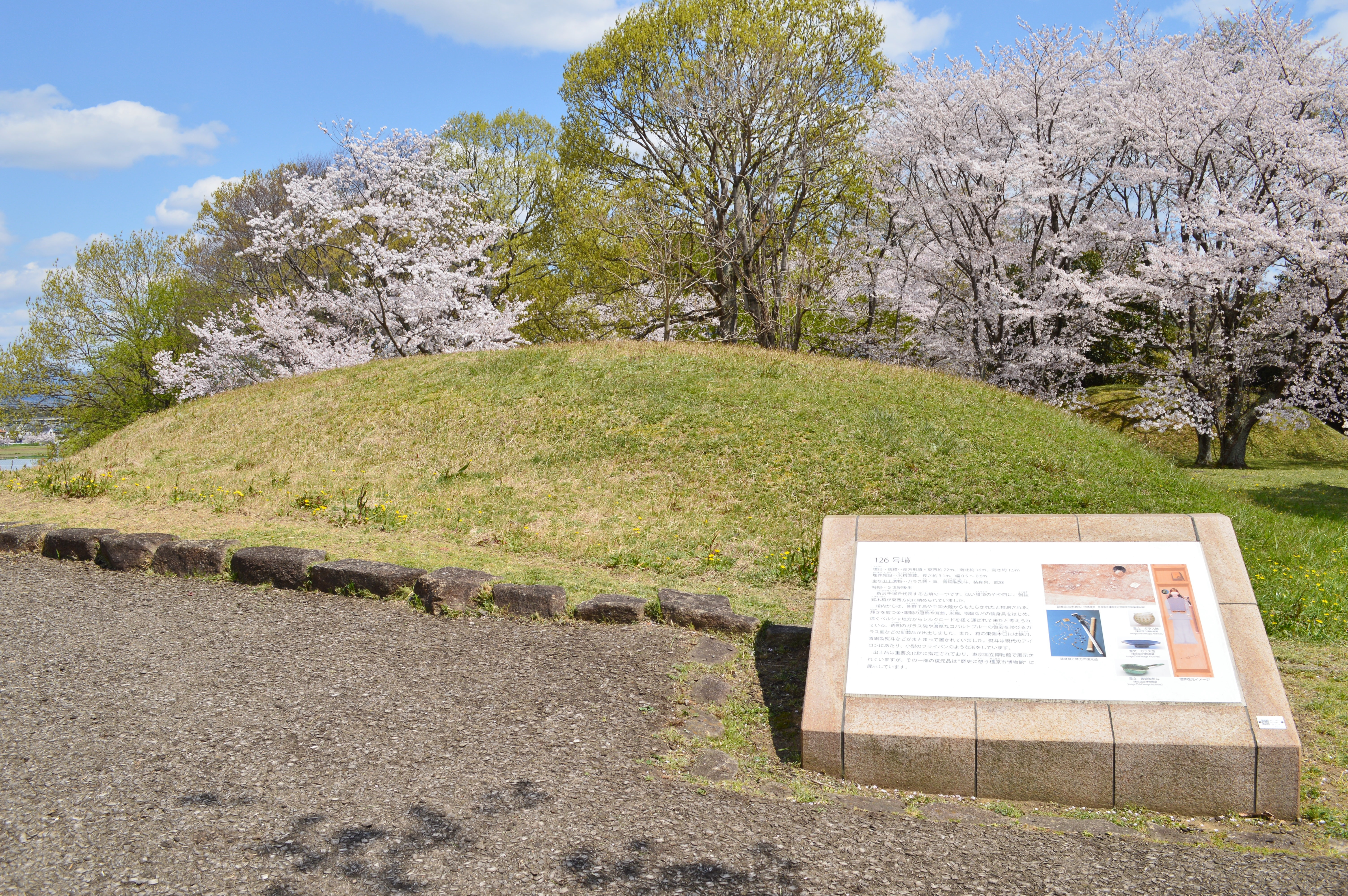
126号墳
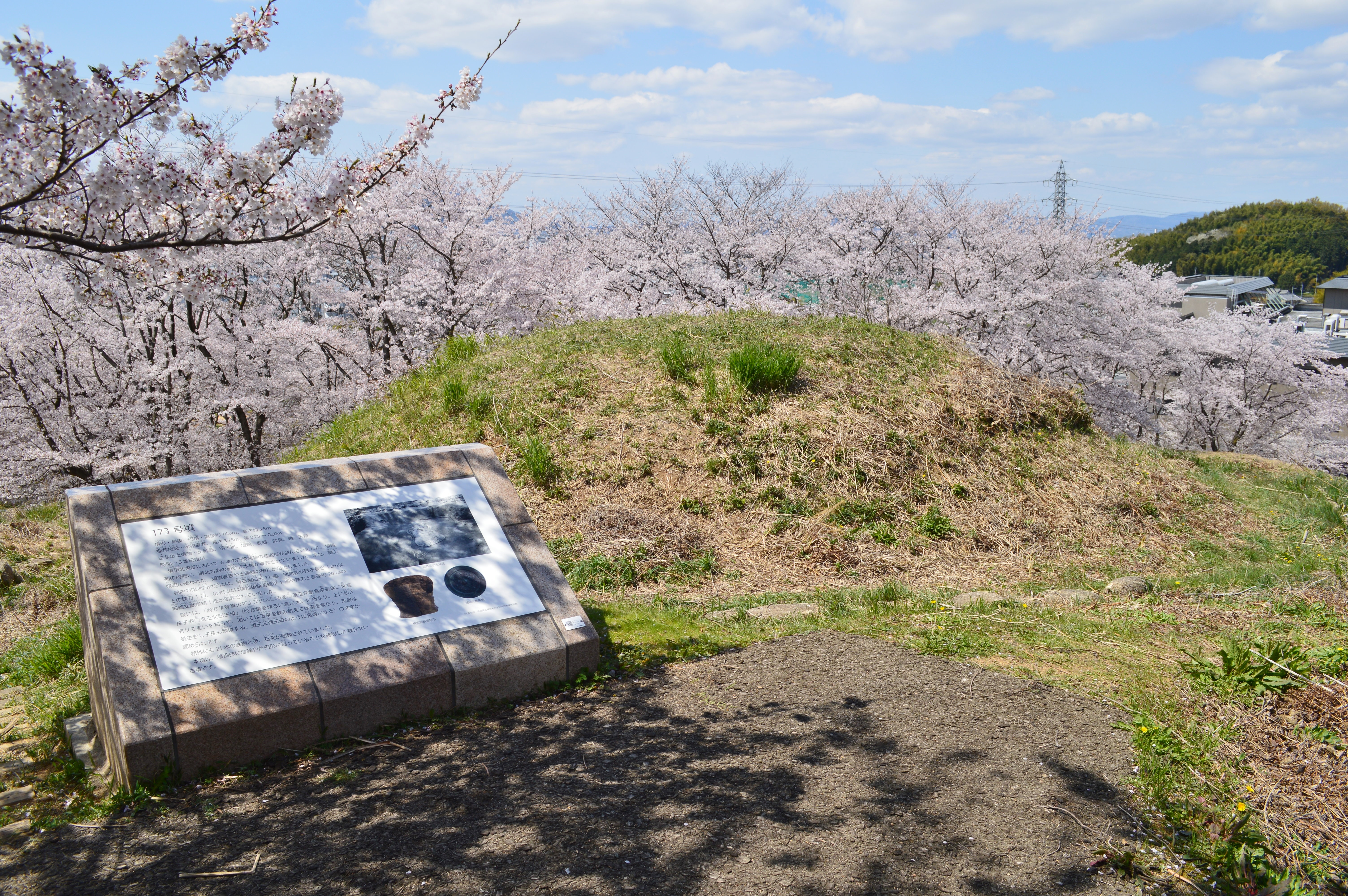
137号墳
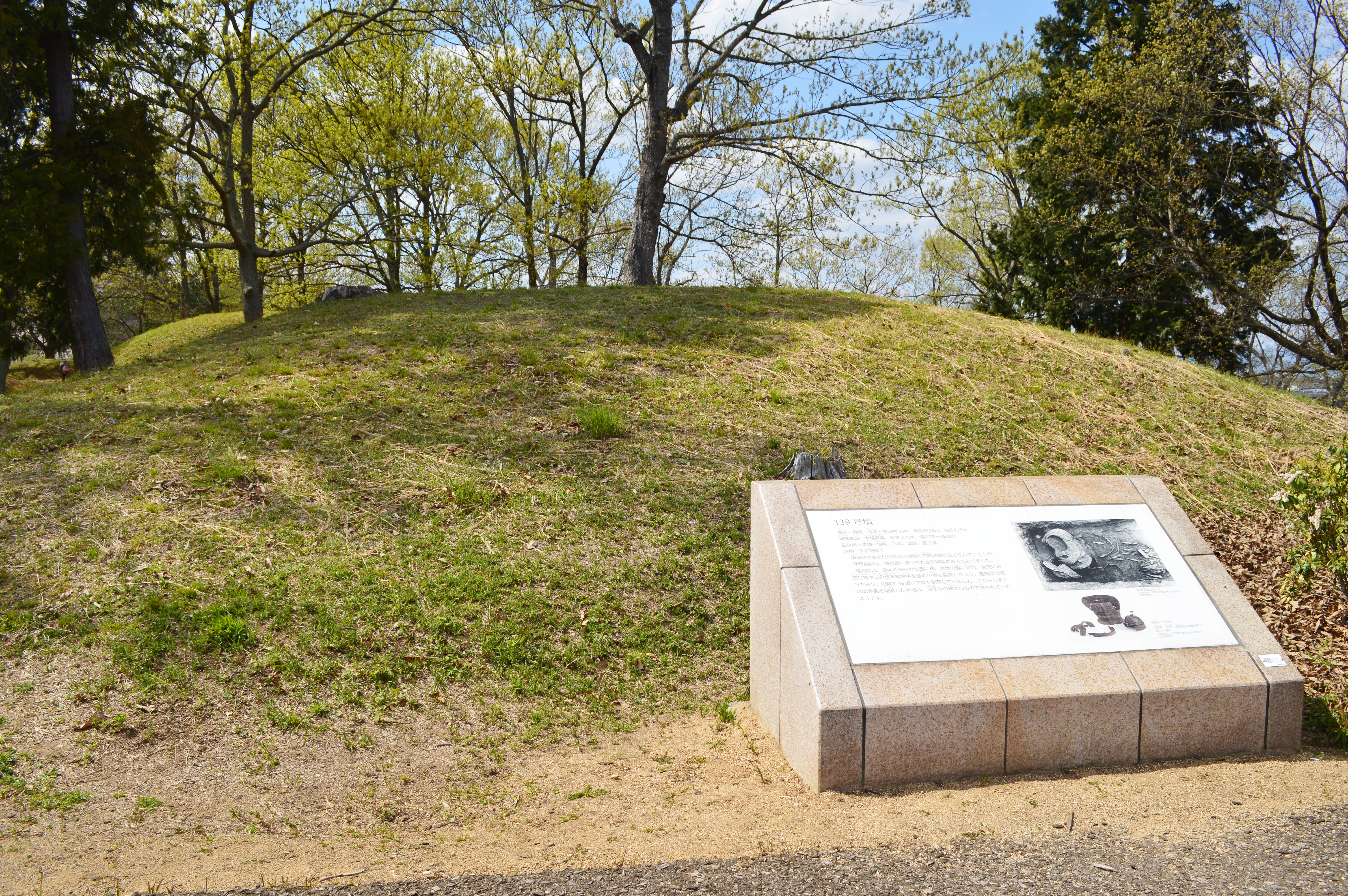
139号墳

## 文化財

### 重要文化財（国指定）

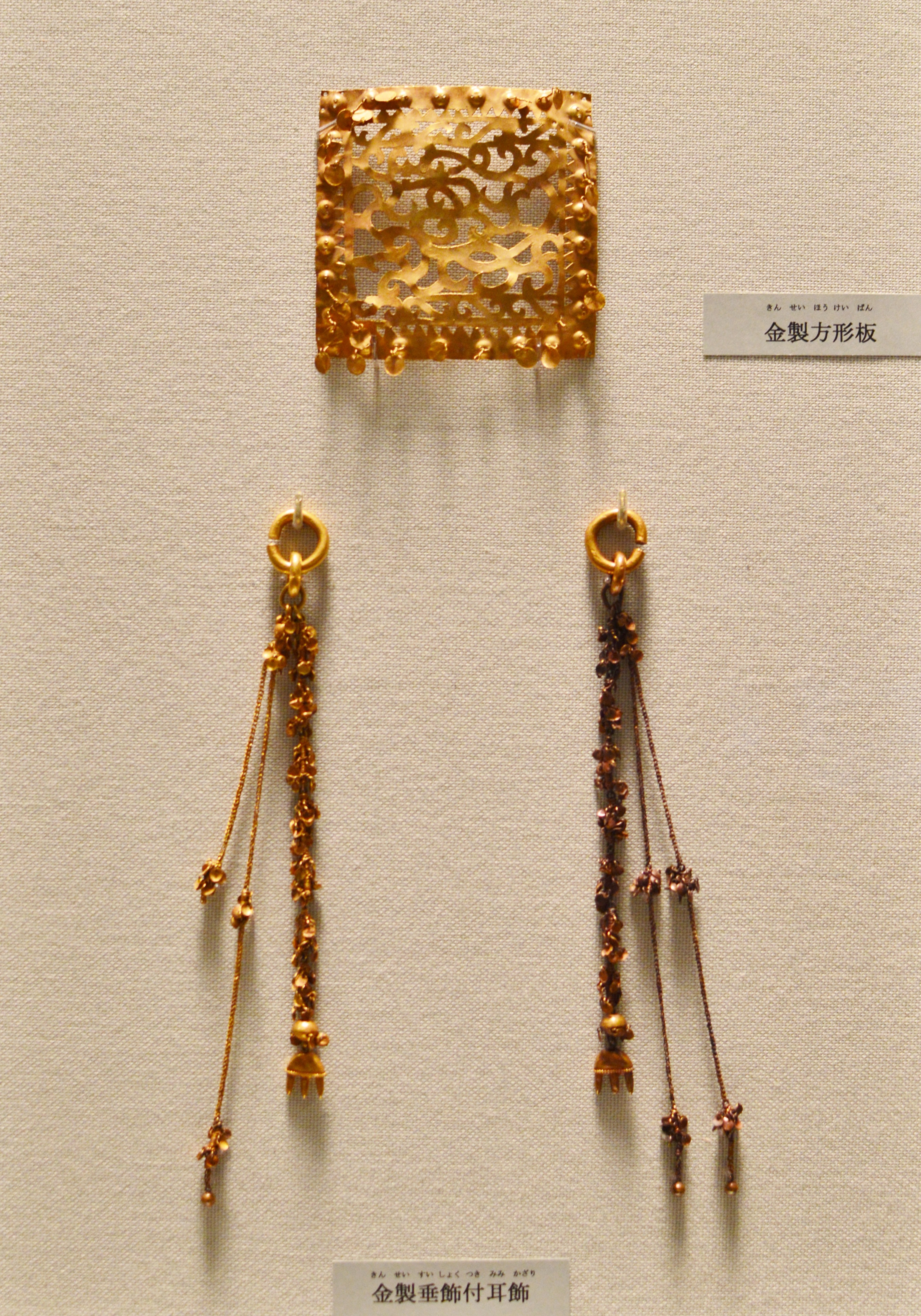
126号墳出土 金製方形板・金製垂飾付耳飾 東京国立博物館展示。
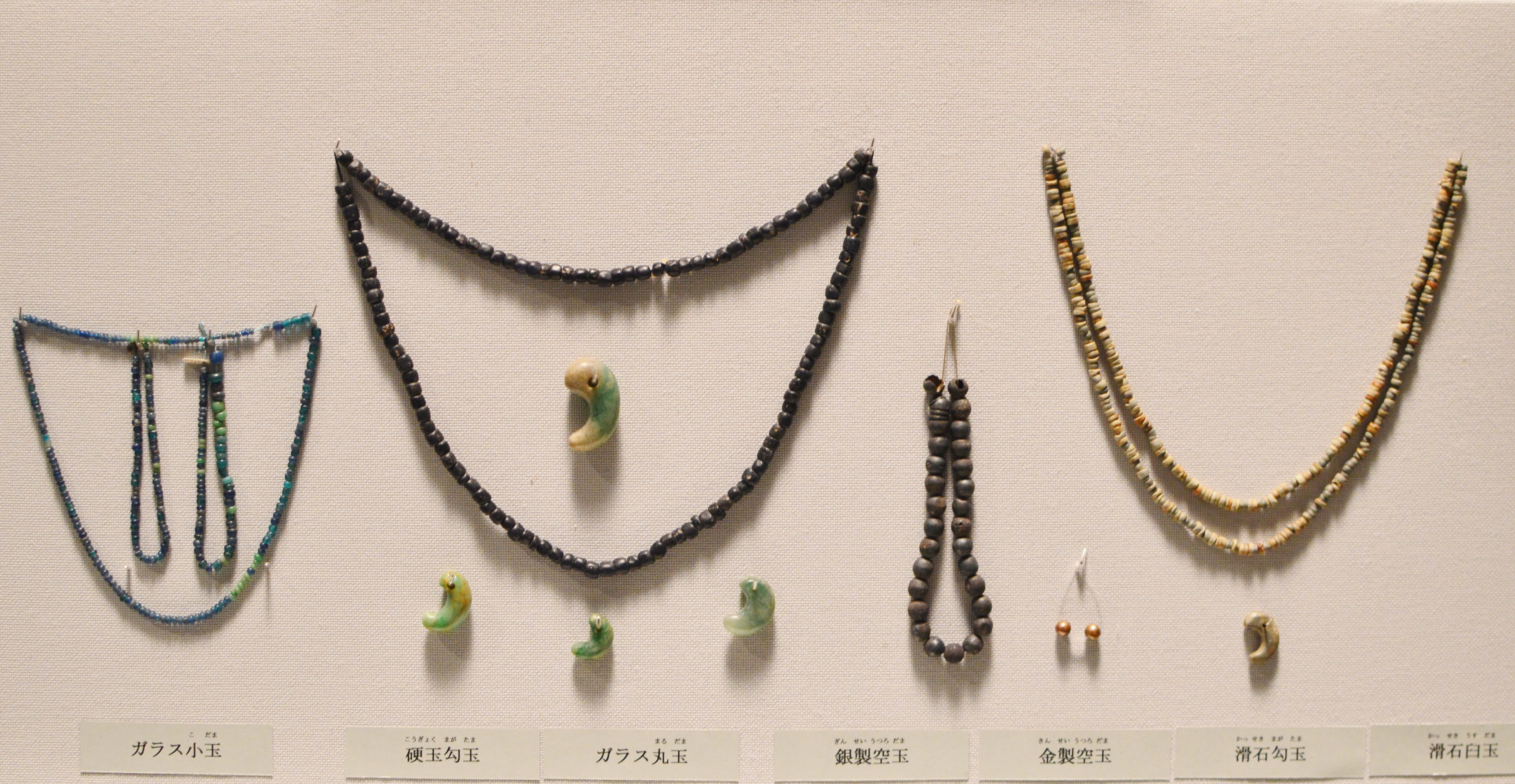
大和新沢千塚一二六号墳出土品（考古資料） - 明細は後出。東京国立博物館保管。1979年（昭和54年）6月6日指定[5]。
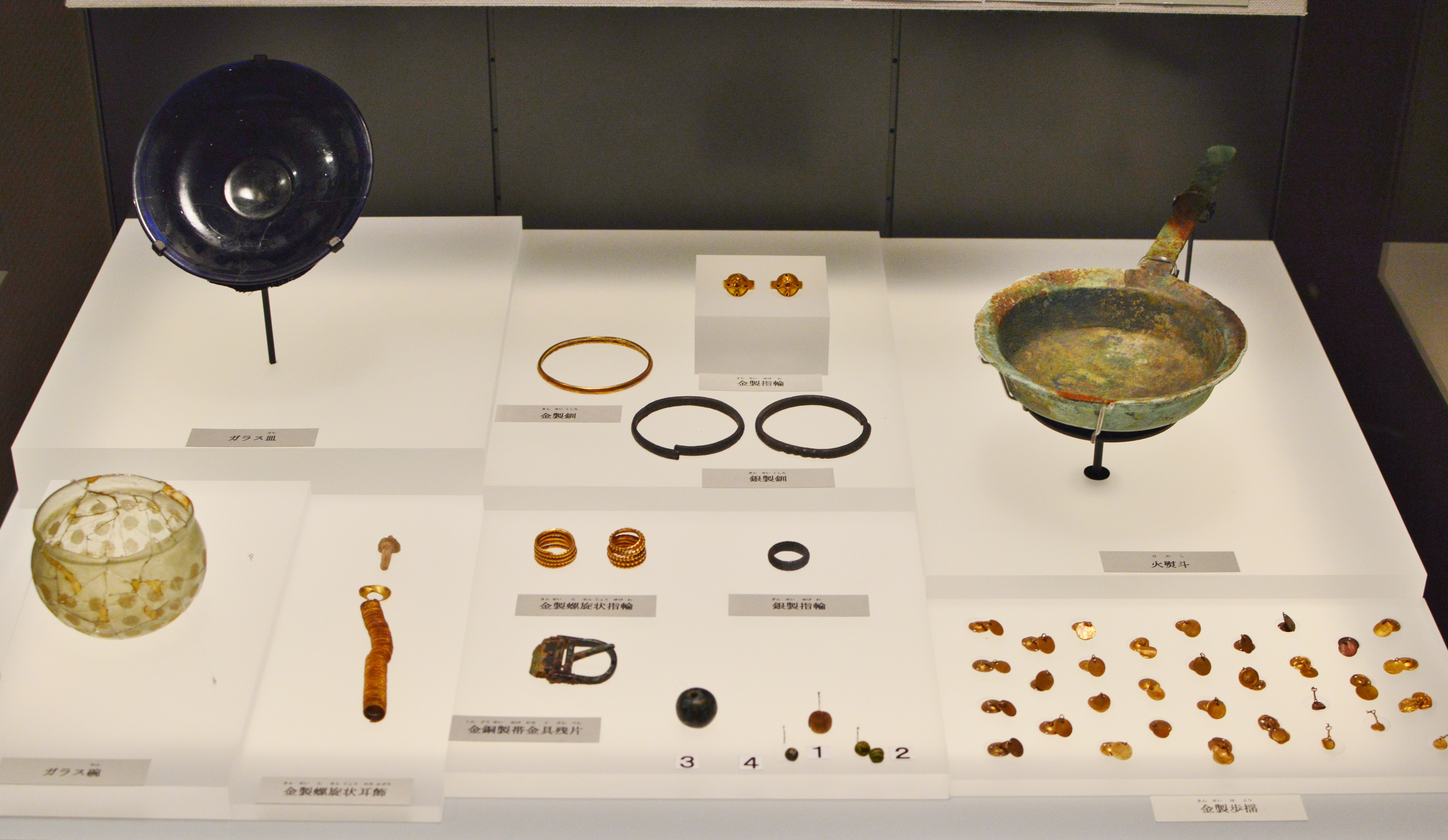
126号墳その他出土品 東京国立博物館展示。

- 銅鏡 1面
- 銅熨斗 1箇
- ガラス切子碗 1口
- ガラス皿 1枚
- 金製方形板 1箇
- 金製垂飾付耳飾 1対
- 金製螺旋状垂飾 1対
- 金製歩揺 残欠共 一括
- 金製腕輪 1箇
- 銀製腕輪 2箇
- 金製指環 5箇
- 銀製指環 残欠共 19箇
- 玉類
  - 硬玉勾玉 4箇
  - 滑石勾玉 1箇
  - 滑石臼玉 残欠共 一括
  - 金箔入ガラス玉 1箇
  - ガラス雁木玉 2箇
  - ガラス丸玉 8箇
  - ガラス小玉 残欠共 一括
  - 金製空玉 2箇
  - 銀製空玉 残欠共 32箇
- 刀身 残欠共 3口
- 銙帯金具残欠 一括

- 126号墳出土 金製方形板・金製垂飾付耳飾
東京国立博物館展示。
- 126号墳出土 玉類
東京国立博物館展示。
- 126号墳その他出土品
東京国立博物館展示。

### 国の史跡
- 新沢千塚古墳群 - 1976年（昭和51年）3月31日指定[6]。